# Zygmunt Pisarski
Zygmunt Pisarski (ur. 24 kwietnia 1902 w Krasnymstawie, zm. 30 stycznia 1943 w Gdeszynie) – polski duchowny katolicki, prezbiter i męczennik chrześcijański, błogosławiony Kościoła katolickiego.

## Życiorys
Urodził się 24 kwietnia 1902 roku w Krasnymstawie.
Był jednym z trojga dzieci Stanisława i Władysławy z Banaszkiewiczów.

Po ukończeniu gimnazjum we Włocławku wstąpił do Metropolitalne Seminarium Duchowne w Lublinie (1921). Biskup Adolf Józef Bożeniec Jełowicki wyświęcił go na kapłana 27 czerwca 1926 roku.
Pracował kolejno w Modliborzycach, Soli, Zamchu, Trzęsinach, Perespie, a jak się okazało ostatnią jego parafią była parafia pounicka pod wezwaniem Wniebowzięcia NMP w Gdeszynie, w której objął probostwo 1 września 1933 roku.
Zygmunt Pisarski był człowiekiem potrafiącym jednać ludzi różnych wyznań i narodowości, czerpiąc siłę ze swojej wiary.
Aktywizował życie społeczności lokalnej jako katecheta, przez organizacje Katolickiego Stowarzyszenia Młodzieży, Akcji Katolickiej, Żywego Różańca i zakładając Stowarzyszenie Dobrej Śmierci.

Po wybuchu II wojny światowej szykanowany przez niemieckiego okupanta i  komunistów. W 1940 został zaprzysiężony i dołączył do Związku Walki Zbrojnej i otrzymał pseudonim "Ikar". 30 stycznia 1943 został zamordowany przez  gestapo. Zginął, ponieważ nie chciał wydać sowieckich partyzantów.

Beatyfikowany przez papieża Jana Pawła II w Warszawie 13 czerwca 1999 w grupie 108 polskich męczenników.
Publiczna Szkoła podstawowa w Gdeszynie przyjęła za  swojego patrona „Błogosławionego Ks. Zygmunta Pisarskiego”.
Jego wspomnienie liturgiczne obchodzone jest 30 stycznia za Martyrologium Rzymskim  (MRF) lub w grupie 108 męczenników (Kościół katolicki w Polsce).
Od 12 czerwca 2021 jest patronem miasta Krasnystaw w którym się urodził.